# 수한면
수한면(水汗面)은 대한민국 충청북도 보은군의 면이다.

## 개요
수한면은 보은읍 소재지로부터 남서쪽으로 1.7 km 지점에 위치하고 있으며, 동으로는 보은읍, 서로는 회남면과 회인면, 남으로는 삼승면과 옥천군 안내면, 북으로는 내북면을 경계로 하고 있다. 임야가 전체면적의 70 %를 차지하는 중산간지로 주민의 대부분이 쌀, 고추, 오이 등 1차 산업에 의존하고 있으며, 최근, 비닐하우스와 노지를 이용한 오이, 배추, 고추 등 시설채소 농사가 급격히 증가하고 있다.

## 행정 구역
- 거현리(巨峴里)
- 광촌리(光村里)
- 교암리(敎岩里)
- 노성리(老城里)
- 동정리(東井里)
- 묘서리(畝西里)
- 발산리(鉢山里)
- 병원리(竝院里)
- 산척리(山尺里)
- 성리(星里)
- 소계리(苕溪里)
- 오정리(梧亭里)
- 율산리(栗山里)
- 장선리(長善里)
- 질신리(秩新里)
- 차정리(車井里)
- 후평리(後坪里)

## 교육
- 수한초등학교 : 수한면 안내보은로 1022 (소계리)
- 보은삼산초등학교 동정분교 (폐교) : 수한면 보청대로 2492 (동정리)